# Leptosalenia
Leptosalenia is een geslacht van uitgestorven zee-egels uit de familie Saleniidae.

## Soorten
- Leptosalenia prestensis (Desor, 1856) Aptien van Engeland en Frankrijk,? Laat-Barremien van Frankrijk.
- Leptosalenia faringdonensis Smith & Wright, 1990 † Laat-Aptien van Engeland.
- Leptosalenia arabica Fourtau, 1921 † Aptien van Egypte.
- Leptosalenia texana (Credner, 1875) † Albien van de Verenigde Staten.
- Leptosalenia mexicana Schluter, 1887 † Albien van de Verenigde Staten.
- Leptosalenia volana Whitney, 1916 † Cenomanien van de Verenigde Staten.
- Leptosalenia plana Fourtau, 1921 † Cenomanian van Egypte.
- Leptosalenia keatingei (Fourtau, 1917) † Turonien, India.